# Il peccato di Giulietta
Il peccato di Giulietta (Julietta) è un film del 1953 diretto da Marc Allégret.
Il soggetto è basato su un libro di Louise Lévèque de Vilmorin.